# ウイングオーバー
『ウイングオーバー』 (WING OVER) は、ビクターインタラクティブソフトウエア（後のマーベラス）が1997年2月21日に発売したPlayStation用フライトシューティングゲームである。

## あらすじ
20XX年、人類は創世以来の悲願であった全世界平定を実現させた。しかし、その平和が軟弱な地盤のもとにようやく立っているに過ぎないことは、誰の目にも明らかだった。統一政府議長は、平和な世界というものが根づくために時間を確保する必要を強く感じた。そのためには、障害となるあらゆる紛争再燃の可能性を排除していく必要があった。これを受けて、統一政府内部に平和維持委員会が設立された。
委員会の有識者たちの研究、議論の末、「人類が本来持つ戦闘意欲が、戦争という形となって噴出する前に解消すべきである」という結論から、あるスポーツ競技の開催が提唱された。それが、厳格なルールに基づき模擬空中戦を繰り広げる「エア・コロシアム・サーカス」である。
「エア・コロシアム・サーカス」は、4名1チームで1年間に世界8か国を回って総合得点を競うスポーツドッグファイトである。メカニックとパイロットのチームワークを必要とし、死と隣り合わせのスリルに人々は熱狂した。そして、開催から10年の月日を経た現在、「エア・コロシアム・サーカス」はもはや文化として根づき始めていた。

### エア・コロシアム・サーカス
全16チームで争われるトーナメント形式。4つある基地をすべて破壊されるか、自機が撃墜されると敗北、敵基地をすべて破壊するか、敵機をすべて撃墜すると勝利となる。
開催ラウンド
- 第1戦 - エジプト
- 第2戦 - 南極大陸
- 第3戦 - オーストラリア
- 第4戦 - アメリカ合衆国
- 第5戦 - エジプト
- 第6戦 - アフリカ（ケニア）
- 第7戦 - 日本
- 第8戦 - チリ

## モード
TOURNAMENT GAME
トーナメント形式で戦う基本的なゲームモード。ストーリーの概念はなく、戦闘機の購入・強化やパイロットの入れ替えが可能。プレイ期間に制限はない。
SCENARIO GAME
TOURNAMENT GAMEと同じ形式でストーリーが展開されるモード。プレイヤーはチーム「ネバーマイン」の隼零一となり、全3シーズンでチームを総合優勝に導くことが目的となる。戦闘機の購入とパイロットの入れ替えは不可。
FREE GAME
機体、チーム、マップを自由に組み合わせてプレイできるモード。TOURNAMENT GAMEで購入可能な機体のみ使用可能。
VS GAME
2人のプレイヤー同士で通信対戦を行うモード。2台のPlayStation本体を対戦ケーブルで接続することでプレイ可能となる。
SURVIVAL
僚機を伴わず、プレイヤー1機のみで無限に出現する敵機を撃墜するモード。TOURNAMENT GAMEで購入可能な機体のみ使用可能。

## 登場人物
キャラクターデザインは新谷かおる。

### ネバーマイン
主人公が所属するチーム。チームワークで強さを発揮する。シナリオゲームではパイロットの出入りが最も激しい。
隼 零一（はやぶさ れいいち）
- 国籍：日本
- 搭乗機：A6M3 REI SEN 22→J9M1 GHOKA

20歳、血液型O型。主人公。元々は民間の航空会社で働いていたが、航空学校の先輩であるエディに呼ばれ、ナンバー4としてネバーマインに加入。エディの死後は次期エースを務めることになる。苦難に満ちたスタートであったが、様々な難問をクリアしながら、一人前のエースへと成長していく。カニミソが好物。
チビロク
- 国籍：チリ
- 搭乗機：F-16A FIGHTING FALCON

17歳、血液型AB型。14歳でデビューし、天才的な操縦技術から「神童」と呼ばれる。零一とはネバーマインで合流する以前から面識があり、「チビロク」も零一が付けたニックネームである。戦力としては一級であるが、精神的には幼く、自信が崩れ去るともろい面が現れてしまう。
葉山 マリア（はやま まりあ）
- 国籍：フランス
- 搭乗機：F-4EJ PHANTOM II

20歳、血液型A型。監督の姪で、気が強く負けず嫌い。零一がエースになった年にチームに加入し、当初は非協力的な態度を取っていたが、零一との1対1のドッグファイトに敗れてからは態度を軟化させる。零一の人柄に次第に惹きつけられ、彼に好意以上の感情を抱くようになる。
マリオ・ペペロンチーノIII世
- 国籍：イタリア
- 搭乗機：MACCHI C.202

64歳、血液型O型。監督の航空学校時代の教官で、定年後は世界的な冒険家として名を轟かせる。欠員の生じたネバーマインを救うべく、自らトーナメント参加を志願。故郷イタリアに大邸宅を構える裕福な家柄で、コレクションである世界中の飛行機と妻をこよなく愛する紳士。
エドワード・カーチス
- 国籍：アメリカ
- 搭乗機：Go229A HORTEN

通称エディ。27歳、血液型B型。零一の先輩で、ネバーマインのエースを務めていた。優れたキャプテンシーを発揮し、チームをトップクラスへと押し上げた功労者であるが、最終戦の決勝中に不可解な事故死を遂げる。墓標に刻まれた生没年は2003年 - 2030年。
ジャン・ルノー
- 国籍：フランス

45歳、血液型B型。ネバーマインの創設者で監督。マリアの母親は彼の妹にあたる。ひょうきんで一見頼りなさそうな印象を受けるが、各方面にコネを持つ実力者で、飛行から整備に至るまで豊富な知識を持っている。
ミスターV
- 搭乗機：F-14A TOMCAT

チビロクの失踪に際し、「助っ人」として突然現れた謎の覆面パイロット。その正体は変装した監督である。
モニカ・ペペロンチーノ
62歳。ペペロンチーノの妻。無鉄砲な夫を温かく見守っているがその心は強く、「理想的な母親」としてファンも多い。
片桐 研太（かたぎり けんた）
23歳。ネバーマインのチーフメカニック。謙虚で努力を惜しまない研究熱心な人物で、年上のサブメカニックたちからの信頼も厚い。機体の整備や装備品の交換を請け負う。
ボブ・ホワイト
58歳。飛行機乗りが集う酒場のマスター。飛行機と部品の売買場を経営しており、酒場は道楽にすぎないという伝説の修理工。装備品や機体の売買のほか、パイロットの雇用も請け負う。

### ヴァネッサ
スウェーデンの世界的ファッションメーカーが主宰するチーム。ルカ以外は全員35F-2 DRAKENに搭乗する。
ルカ・クリスティン
- 国籍：スウェーデン
- 搭乗機：JA37 VIGGEN

21歳、血液型A型。スウェーデンが誇る天才パイロットで、マリアとはお互いの別荘が近所にあった幼馴染同士。ややキザな性格で、マリアの男性不信の原因とされている。高慢な態度を示すが、欠員が生じたネバーマインに代打として加わるなど、根は仲間思い。

### MoT
エア・コロシアム・サーカスの監督官庁である運輸省航空部ACS課所属の特殊チーム。チーム名は運輸省を意味するthe Ministry of Transportationの略。搭乗機は全員F/A-18A HORNETで統一されている。
ウィリアム・ガーシュイン
- 国籍：イギリス
- 搭乗機：F/A-18A HORNET

38歳、血液型B型。超一流の腕を誇るMoTのエースで、連邦政府軍の現役軍人でもある。ラインハルト加入と入れ替わる形で現役から退き、MoTのパイロットを統括するパイロットディレクターの役職を務めていたが、パイロットの1人が行方不明になったことを受けてエースに復帰する。表向きには紳士的に振る舞っているが、プライベートは謎に包まれており、その素顔を知る者は少ない。
フランツ・ラインハルト
- 国籍：ドイツ
- 搭乗機：Ta152H-1→F/A-18A HORNET

28歳、血液型A型。エディの航空学校時代の同期で無二の親友。卓越した技術はエア・コロシアム・サーカスでも1、2を争うほどであるが、生来の生真面目さが災いし、ナンバー2で実力を発揮するタイプ。かつてネバーマインのナンバー2を務めていたが、零一のエース任命を不服として脱退し、MoTのエースの座に収まる。ガーシュインの現役復帰後はナンバー2に格下げとなる。

### フライング・ドギー
腕は平凡だが、なぜか決勝トーナメント出場を果たす奇妙なチーム。
イライザ・リチャーズ
- 国籍：イギリス
- 搭乗機：P-39 AIRA COBRA

血液型A型。フライング・ドギーの女エース。一説には元貴族とも言われるイギリスの良家のお嬢様とされているが、波乱に満ちた2年間は触れられていない。何かとネバーマインに絡んでくるが、メンバーは零一に気があるからだと睨んでいる。
ブギー
- 国籍：アメリカ
- 搭乗機：XF5U FLYING PANCAKE

36歳。血液型B型。フライング・ドギーのナンバー2でイライザの手下1号。先祖の借金のため、イライザの先祖から代々こき使われてきた家系の末裔で、自身も6歳の頃からこき使われている。密かにイライザに思いを寄せているが、事あるごとに彼女に借金を上乗せされるため、完済は未定。
ウギー
- 国籍：アメリカ
- 搭乗機：XF5U FLYING PANCAKE

33歳。血液型O型。フライング・ドギーのナンバー3で、かつてブギーが銀行強盗に押し入った際に人質に取られた元銀行員。しかし、裏で銀行の金を使い込んでいたため、これを好機としてブギーの手下へと転身した。なお「ブギー」と「ウギー」はパイロット登録の際、本名を忘れたイライザが勝手に命名した登録名である。
ピエール・カルバン
- 国籍：フランス
- 搭乗機：MIRAGE III

29歳。血液型AB型。フライング・ドギーのナンバー4。フランスでは女たらしとして有名だった一流バレエダンサーだが、生まれて初めて冷たくされた女性であるイライザに心を奪われ、その地位を捨ててまでチームに参加した。イライザからは未だに冷たくされているが、それは照れているだけだと勘違いしている。

### その他チーム
ドランカード・ウルフ
- 搭乗機：F-86F SABRE・MiG-15

大酒飲みが集う、傭兵あがりの荒くれチーム。酔って暴れることから、ボブの酒場も出入り禁止となっている。
セブンスレイ
- 搭乗機：FOKKER DRI・Ki43-1 HAYABUSA

山本やマッカーサーなど、有名人を先祖に持つ者たちが集まったチーム。
DDシスターズ
- 搭乗機：F4F WILDCAT

男性ファンから絶大な人気を誇る、女性アイドルグループのチーム。
SNAP
- 搭乗機：MIRAGE III

女子を中心に幅広い人気を誇る、歌って踊れる美少年アイドルチーム。
ストレンジ・ローゼス
- 搭乗機：P-39 AIRA COBRA

ニューハーフの地位向上のために日夜努力を惜しまない個性派チーム。
すみれ組
- 搭乗機：MESSERSCHMITT BF109E

派手なメイクと独特の口調で一部に熱狂的なファンを持つ、歌劇団出身者によるチーム。
ファット・ブラザース
- 搭乗機：A-10 THUNDER BOLT

体型に似合ったサンダーボルトを操る、肥満気味の4人組。
ミレ・マラカス
- 搭乗機：P-51 MUSTANG

メキシコの元プロレスラー集団。レスラーでは芽が出ず、パイロットに転身した。
ヴァーティカル
- 搭乗機：FRS.1 SEA HARRIER

垂直離着陸機ハリアーを擁する、運動性能の高いチーム。
スターファイターズ
- 搭乗機：F-104 STARFIGHTER

スピード重視のスターファイターを操る高速チーム。
セカンド・キャッシュ
- 搭乗機：F-16A FIGHTING FALCON

コンピュータメーカー主宰のチーム。最新鋭のファイティングファルコンを操り、分析能力に優れる。
シルバー・シーツ
- 搭乗機：J7W1 SHINDEN

パイロットの平均年齢が75歳という高齢チーム。「40、50はハナタレ小僧」が口癖。
コーションバーズ
- 搭乗機：Do335

工務店を営む親方・鬼瓦権助と、その従業員たちで構成されたチーム。
バーゲンズ
- 搭乗機：F4EJ PHANTOMII

バーゲン好きのおばさんたちが集まって結成されたチーム。
ビッグベン
- 搭乗機：SPITFIRE Mk-II

お茶の時間を何より重んじるイギリス紳士のチーム。
レイジー・ライダー
- 搭乗機：F-4U4 CORSAIR

大型バイクをこよなく愛する、典型的なアメリカンチーム。
ヨンレンジャー
- 搭乗機：F/A-18 HORNET

かつて平和のために戦ったという、4色の覆面ヒーロー集団。
エスキッズ
- 搭乗機：MESSERSCHMITT BF109E

戦闘機乗りの英才教育を受けた少年少女たちのチーム。
ステージダイブ
- 搭乗機：F-14A TOMCAT

ハードロックファッションに身を包んだファンキーなチーム。その外見に反して、演奏は誰一人としてできない。
バイエルン
- 搭乗機：Ta152H-1

荒ぶるゲルマン魂を見せつけるべく、ドイツから参加してきたチーム。

## 登場機種
- FOKKER DRI
- MACCHI C.202
- F4F WILDCAT
- Ki43-1 HAYABUSA
- SPITFIRE Mk-II
- A6M3 REI SEN 22
- J7W1 SHINDEN
- P-51 MUSTANG
- F-4U4 CORSAIR
- MESSERSCHMITT BF109E
- P-39 AIRA COBRA
- Me262
- Do335
- Ta152H-1
- MiG-15
- F-86F SABRE
- XF5U FLYING PANCAKE
- F-104 STARFIGHTER
- Go229A HORTEN
- FRS.1 SEA HARRIER
- MIRAGEIII
- 35F-2 DRAKEN
- A-10 THUNDER BOLT
- F4EJ PHANTOMII
- JA37 VIGGEN
- F-14A TOMCAT
- F-16A FIGHTING FALCON
- F/A-18 HORNET
- J9M1 GHOKA（轟火） - 架空の機体。太平洋戦争末期、ドイツからメッサーシュミット P.1106の設計資料を入手した日本軍が三菱に製作を命令したという設定で、海軍機として作られたものの、高速迎撃機として期待された。戦闘機としては珍しくコックピットを後方に配した設計である。試作第1号機が完成したところで終戦を迎え、実戦に投入されることはなかった。後にペペロンチーノによって発見され、彼のコレクションの一部となっていたが、紆余曲折を経て零一がトーナメントで使用することになる。